# Yesterday's Slaves
|  | Denne artikel er oprettet af botten Steenthbot ud fra en ekstern database. Den kan derfor have sproglige fejl eller mangler. Denne skabelon kan fjernes efter kontrol af indholdet. |

Yesterday's Slaves er en dansk dokumentarfilm fra 2011 instrueret af Eric Komlavi Hahonou og Camilla Strandsbjerg.